# بیل کریچنبائر
بیل کریچنبائر (به انگلیسی: Bill Kirchenbauer) (زاده ۱۹ فوریهٔ ۱۹۵۳) بازیگر آمریکایی است.
از فیلم‌های معروف او می‌توان به بازی در فیلم های داستان ما، اسکیت‌تاون اشاره کرد.